# Cantonul Lyon-IV
Cantonul Lyon-IV este un canton din arondismentul Lyon, departamentul Rhône, regiunea Rhône-Alpes, Franța.